# Université d'État de Géorgie
Pour les articles homonymes, voir GSU.
L'université d'État de Géorgie (en anglais : Georgia State University ou GSU), fondée en 1913, est une université publique située à Atlanta dans l'État de Géorgie aux États-Unis. Elle compte plus de 51 000 étudiants en 2023, ce qui en fait la plus grande université le l’État de Géorgie et l’une des dix plus grandes des États-Unis. 

## Histoire
Le 11 octobre 2023, l'université d'État de Géorgie met fin à son partenariat avec l'université ouverte d'Al-Quds après que cette dernière ait qualifié les combattants des brigades al-Qassam tués lors de l'opération Déluge d'al-Aqsa de « martyrs vertueux ».

## Sport universitaire
Les Panthers de Georgia State représentent l'université dans 16 sports différents dont 15 au plus haut niveau (FBS : Football Bowl Subdivision) de la NCAA (National Collegiate Athletic Association), notamment l'équipe de football américain, bien que récente (2010). Les Panthers sont membres de la Sun Belt Conference.

## Personnalités liées à l'université

### Étudiants
- Keisha Lance Bottoms, femme politique et maire d'Atlanta.
- Joey Cape, musicien et producteur.
- Paul Coverdell, homme politique et sénateur.
- Amy Dumas, ancienne catcheuse américaine, plus connue sous le nom de Lita.
- William DuVall, chanteur de Alice in Chains[4].
- Tamyra Gray, actrice et musicienne.
- Henry Jenkins, chercheur et essayiste américain spécialisé dans le domaine des nouveaux médias.
- Lance Krall, acteur.
- Ludacris, musicien et acteur.
- Wil Lutz, joueur de football américain.
- Lockett Pundt, guitariste du groupe Deerhunter
- Julia Roberts, actrice [5]
- Sue Savage-Rumbaugh, primatologue.
- Ray Stevens, musicien.
- Christelle Vougo Anet, entrepreneuse ivoirienne.
- Lynn Westmoreland, homme politique américain, élu républicain de Géorgie à la Chambre des représentants des États-Unis.
- Chika Oduah, journaliste nigerio-américaine.

### Enseignants
- Nancy Grace, avocate, enseignante[6], et animatrice d'émission télé.